# Wahlenbergia pseudoinhambanensis
Wahlenbergia pseudoinhambanensis är en klockväxtart som beskrevs av Wilhelm Georg Baptist Alexander von Brehmer. Wahlenbergia pseudoinhambanensis ingår i släktet Wahlenbergia och familjen klockväxter. Inga underarter finns listade i Catalogue of Life.